# Albert Sambi Lokonga
Albert-Mboyo Sambi Lokonga, född 22 oktober 1999, är en belgisk professionell fotbollsspelare som spelar för Sevilla, på lån från Arsenal.

## Karriär
Den 10 november 2017 tecknade Sambi Lokonga sitt första proffskontrakt med RSC Anderlecht.. Sambi Lokonga föddes i Belgien och har kongolesiska rötter. Hans bror Paul-José M'Poku är också professionell fotbollsspelare. 
I juli 2021 blev det klart enligt Fabrizio Romano, att Lokonga skulle gå till den engelska klubben Arsenal. Efter en höst med begränsat med speltid, lånades Lokonga i januari 2023 ut till Crystal Palace. Den 1 september 2023 lånades han ut till Luton Town på ett säsongslån. Den 15 juli 2024 lånades Sambi Lokonga ut till Sevilla på ett säsongslån.